# Huso
Genre
Statut CITES
Huso est un genre de grands poissons anadromes de la famille des Acipenseridae.

## Liste des espèces
Selon GBIF (10 juillet 2023) :
- Huso dauricus (Georgi, 1775) — Kaluga
- Huso huso (Linnaeus, 1758) — Béluga ou Grand esturgeon

## Systématique
Le nom valide complet (avec auteur) de ce taxon est Huso Brandt & Ratzeburg, 1833.